# اجدور
أجدور  (بالإنجليزية: JDOUR)‏ هي جماعة قروية مغربية تابعة لدائرة لحمر التابعة لإقليم اليوسفية.
بلغ مجموع عدد سكان  اجدور حسب إحصاءات 2004 حوالي 19251 نسمة يعيشون في 2918 أسرة. وفقا للإحصاء العام للسكان والسكنى لسنة 2014 قدر عدد السكان ب 20.239 مواطنا مغربيا بمجموع 3.225 أسرة دون وجود أجانب.

## دواوير الجماعة
- دوار الكواهي.
- دوار لُگرِينات.
- دوار أولاد سالم.
- دوار المهادي.
- دوار العويسات.
- دوار البلات.
- دوار الغوالم.
- دوار الزازات.
- دوار الگوايد.
- دوار النمورة.
- دوار الدحامنة.
- دوار الزاوية الخنوفة.
- دوار سيدي ع الكبير بن الكيحل.
- دوار ولاد العروسي.
- دوار الميدات.
- ذراع غالم
- بن فضل